# 효자도항
효자도항은 충청남도 보령시 오천면 효자도리, 효자도 섬에 있는 어항이다. 1972년 8월 7일 지방어항으로 지정되었다. 시설관리자는 보령시장이다.

## 어항구역
효자도항의 어항구역은 다음과 같다.
- 수역
  - 해안선 기점(X=320,425 Y=149,628)으로부터 정서방향으로 218m, 정남방향으로 400m 점에서 정동쪽으로 259m(X=320,025 Y=149,669)육지와 연결한 선내의 공유수면
- 육역
  - 충청남도 보령시 오천면 효자도리 356-1 (제방)